# 토이 스토리 3
《토이 스토리 3》(영어: Toy Story 3)는 2010년에 개봉한 토이스토리의 세 번째 시리즈다.

## 줄거리
앤디가 대학교에 들어가기 직전 앤디의 어머니가 장난감을 버리거나 써니 사이드 보육원 같은 곳에 맡기라고 했는데 앤디는 그렇게 사랑했던 버즈 라이트이어를 대학에 데려가지 않고, 우디를 선택하였고, 버즈를 포함한 나머지는 모두 비닐봉지에 넣어 다락방에 넣으려고 했는데 여동생 몰리 때문에 그만 장난감을 잊어버렸고, 어머니는 검은 봉투가 쓰레기인 줄 알고 바깥에 버린다. 나머지 장난감들은 앤디가 장난감을 버리는 줄 알고 써니 사이드로 가려고 하자 우디는 어머니가 실수로 버렸다고 했지만 아무도 믿지 않고, 그대로 써니 사이드로 갔는데 딸기 냄새가 나는 곰 인형 랏소와 거대 아기 인형 빅 베이비를 만나게 되었고, 랏소는 새 장난감을 반겼는데 애들이 장난감을 고문시키는 방에 안내하여 앤디의 장난감들을 학대하게 만든다. 우디는 그 전에 앤디의 장난감들에게 앤디로 돌아가야 된다고 말했지만 역시 믿지 않았고, 결국 우디만 홀로 앤디 곁으로 떠나려는데 도중에 보니라는 여자 아이에게 눈에 띄어 보니의 집으로 가게 되었다. 한편, 학대받는 방에서 더 이상 당할 수 없는 앤디의 장난감들은 버즈를 통해 랏소의 구원을 요청했으나 이는 받아들이지 않은 채 오히려 랏소 일당이 버즈를 Demo(시범모드)로 바꿔서 아직 고문시키는 방의 있는 장난감들을 더욱 더 괴롭히게 했다. 한편, 우디는 보니의 장난감들과 친하게 지내면서 써니 사이드가 랏소를 중심으로 절망과 고통이 가득한 곳을 알게 되었다. 사실 랏소와 빅 베이비 역시 데이지라는 금발머리 여자 아이의 장난감이었는데 가족 여행 가는 도중에 실수로 장난감을 잊어버리게 되었고, 랏소는 포기하지 않고, 데이지 집을 찾아갔지만 이미 데이지가 새로 산 곰 인형을 보고 자기들을 냅다 버렸다고 단단히 오해하면서 다른 곳으로 사라지게 되었고, 도리어 빅 베이비와 함께 써니 사이드로 가게 되었다는 얘기를 랏소의 친구였었던 광대 인형 처클즈를 통해서 듣게 된 우디는 얼른 써니 사이드로 돌아가서 앤디의 장난감 친구들을 구출하러 가게 되는데....

## 등장 인물

### 앤디의 장난감
- 우디 : 앤디의 장난감들 중 가장 리더적 존재. 여러 가지 음성 기능이 있는 카우보이 인형. 앤디를 끝까지 신뢰하고 앤디에게 돌아가려 하지만, 다른 인형들과 분열이 생긴다. 그러다가 보니의 장난감들에게 중요한 사실을 깨닫고, 햇빛마을에 갇힌 인형들을 구하러 간다.
- 버즈 라이트이어 : 최신 장난감인 우주 전사. 전에 실제로 자기가 우주 전사로 착각했지만, 우디 덕에 자신이 장난감이라는 것과 장난감이라는 것에 대한 자신감이 생기고, 우디와 좋은 파트너가 된다. 앤디가 자신과 장난감들을 버리려고 하는 것으로 착각해, 앤디와의 신뢰가 깨지고 햇빛마을로 가려 한다.
- 제시와 불스아이 : 앤디의 장난감. 버즈처럼 앤디와의 신뢰가 깨지고 햇빛마을로 가려고 한다. 불스아이는 우디를 정말 따르는 말이기 때문에 우디가 햋빛마을에서 떠나지 않기를 원했다.
- Mr.포테이토 헤드 / Mrs.포테이토 헤드 : 앤디의 장난감 중 유일한 결혼한 장난감. 앤디를 너무나도 쉽게 포기하는 성격. Mrs.포테이토 헤드는 앤디의 집에 한 짝의 눈을 두고 왔는데 그것이 영화에서 중요한 역할이 된다.
- 슬링키 : 용수철 강아지 장난감. 엄청 긍정적이며, 우디를 끝까지 신뢰한다. 햇빛마을에서 탈출할 때 상당히 유용한 역할을 한다.
- 햄 : 머리가 좋은 돼지 저금통.
- 렉스 : 자신감이 없는 공룡 장난감.
- 에일리언 : 나중에 중요한 역할을 하는 외계인들.
- 바비 : 켄과 커플인 바비 인형. 터프한 모습을 보여주기도 한다.

## 목소리 출연

### 원본판
- 톰 행크스 - 우디
- 팀 앨런 - 버즈
- 조앤 큐잭 - 제시
- 故 돈 리클스 - 포테이토 헤드
- 에스텔 해리스 - 포테이토 헤드 부인
- 네드 비티 - 랏소 베어
- 마이클 키턴 - 켄
- 존 라첸버거 - 햄
- 브레이크 클락 - 슬링키
- 월리스 숀 - 렉스
- 조디 벤슨 - 바비
- 제프 피전 - 에이리언
- 故 R. 리 어메이 - 하사관
- 존 모리스 - 앤디
- 로리 멧커프 - 앤디 엄마
- 베아트리스 밀러 - 몰리
- 에밀리 한 - 보니
- 로리 엘런 - 보니 엄마
- 찰리 브라이트 - 어린 앤디 / 피티
- 에릭 본 데튼 - 시드
- 티머시 돌턴 - Mr. 프리클팬츠
- 제프 가린 - 버터컵
- 크리스튼 솨알 - 트릭시
- 보니 헌트 - 돌리
- 버드 러키 - 처클스
- 테디 뉴턴 - 채터 텔레폰
- 잭 엔젤 - 청크
- 존 사이건 - 트위치
- 우피 골드버그 - 스트레치
- 잔 랩스 - 스파크스
- 앰버 크로너 - 피아트리스
- 잭 월리스 - 프로그
- 브리아나 매이완드 - 피네로페
- 리처드 카인드 - 책벌레
- 하비에르 페르난데스 페냐 - 스페인어 버즈

### 한국어 더빙
- 김승준 - 우디
- 故 박일 - 버즈 라이트이어
- 함수정 - 제시
- 유해무 - 포테이토 헤드
- 이진화 - 포테이토 헤드 부인 / 돌리
- 이호인 - 햄
- 이인성 - 렉스
- 장승길 - 슬링키 / 트위치
- 오승윤 - 앤디
- 김진태 - 랏소 베어
- 최원형 - 켄
- 소연 - 바비
- 이찬주(아역) - 보니
- 임은정 - 앤디 엄마 / 트릭시
- 구민선 - 스트레치 / 탁아소 선생님
- 이봉준 - 처클즈
- 정승욱 - 상사
- 서문석 - 청크 / 버터컵
- 이종구 - 미스터 프릭클팬츠
- 류다무현 - 채터

## 같이 보기
- 토이 스토리
- 토이 스토리 2
- 토이 스토리 4